# Dvärgpiratspindel
Dvärgpiratspindel (Pirata insularis) är en spindelart som beskrevs av James Henry Emerton 1885. Dvärgpiratspindel ingår i släktet Pirata och familjen vargspindlar. Arten är reproducerande i Sverige. Inga underarter finns listade i Catalogue of Life.